# Teletubbies

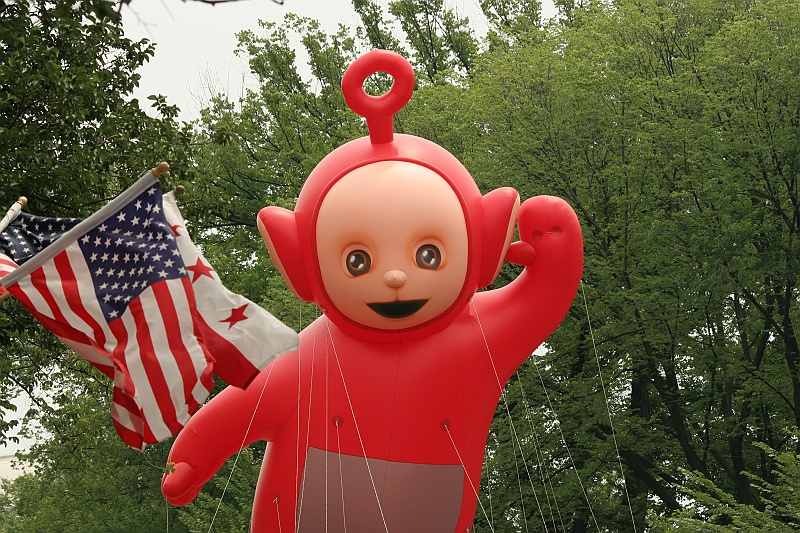
Ballon in Gestalt des Teletubbys Po

Teletubbies [ˈtɛliˌtʌbiːz] (englisch tubby – rundlich) ist der Titel einer Fernsehserie für Kleinkinder. Entwickelt von Anne Wood und Andrew Davenport, wurde die Serie von 1997 bis 2001 von Ragdoll im Auftrag der BBC bei Whitchurch produziert. In Deutschland begann der Kinderkanal KiKA am 29. März 1999 mit der Ausstrahlung. Ab November 2015 wurden neue englische und ab April 2017 neue deutsche Folgen ausgestrahlt.

## Handlungsmuster
Die Teletubbies sind vier rundliche Figuren, welche sich durch ihre Körperfarbe und die Form der Antennen auf ihrem Kopf unterscheiden. Auf ihrem Bauch haben sie einen Bildschirm. Sie leben in einer surrealen Gartenlandschaft mit dem Teletubby-Haus als Mittelpunkt.
Alle Folgen sind nach demselben Muster produziert. Am Anfang, nachdem sich die vier Figuren vorgestellt haben, dreht sich ein kleines Windrad, was den Beginn einer neuen Geschichte ankündigt. Diese wird auf dem Bildschirm eines der Teletubbies erzählt. Nachdem die Geschichte abgeschlossen ist, folgt der Ausspruch „Nomal, nomal!“ („Nochmal, nochmal!“). Daraufhin wird die bereits erzählte Geschichte wiederholt. Nach Meinung der Entwickler soll dies die Erinnerungsfähigkeit und die Verarbeitung der Sendung unterstützen.
Nach dem wiederholten Abspielen des Einspielfilmes, der meist von Kindergartenkindern handelt und aus der Perspektive der Kinder gedreht ist, werden in der zweiten Hälfte der Sendung verschiedene Szenen in der Teletubby-Welt gezeigt. Oft spielen dabei die vier Figuren mit ihren Lieblingsspielzeugen, treffen sich, singen, kochen, backen, schlafen im Teletubby-Haus oder gehen ähnlichen Aktivitäten nach.
Am Schluss der Sendung wird es „Abend im Teletubby-Land“, was durch eine periskopartig aus dem Boden stoßende Sprechtröte mit dem Satz „Zeit für Tubby-Winke-Winke/Das war's schon wieder bei den Teletubbies, das war's schon wieder!“ angekündigt wird. Eine Sonne, die mit einem lachenden Babygesicht ausgefüllt ist, geht unter, die Teletubbies verabschieden sich und springen dabei durch eine Öffnung im Boden in das Teletubby-Haus.
Aufgrund der einfachen Struktur werden die Sendungen auch als Staunfernsehen bezeichnet. Gegenstände und Gerätschaften im Teletubby-Land (z. B. der Staubsauger Noo-Noo) sind manchmal belebt, haben Augen, können interagieren oder zeigen eigenwillige Aktivitäten (siehe Anthropomorphismus). Die Erlebnisse der Teletubbies folgen meist zwei äußerst trivialen Handlungsfäden, die aufeinander zulaufen. Rekursive Bezüge auf vorhergehende Handlungen oder andere Sendungen kommen nie vor. Die Filme können ohne Zeitgefühl verstanden werden und sollen der Fantasiewelt von Kindern bis maximal fünf Jahre entsprechen, werden aber auch noch von älteren Kindern gesehen, die mit den Figuren groß geworden sind und sich an sie gebunden fühlen.
→ Siehe auch: Fimbles

## Figuren
In der Teletubby-Welt existieren vier Figuren, die leicht zu unterscheiden sind. Oft wird der Staubsauger Noo-Noo als fünfte Figur gezählt, doch dieser wird auf Grund seiner geringen Handlungstätigkeit und Stummheit eher als Nebenrolle gesehen. Jede Figur besitzt außerdem einen Gegenstand, der allein ihr gehört. Die Figuren sind absteigend nach ihrer Körpergröße aufgelistet.
- Tinky-Winky [ˈtɪŋkɪˌwɪŋkɪ]: männlich, lila, dreieckige Antenne, rote Tasche (von 1997-2001 gespielt von dem Schauspieler Mark Heenehan, von dem Komiker Dave Thompson und von dem Balletttänzer Simon Shelton Barnes († 2018), seit 2015 von dem Schauspieler Jeremiah Krage; deutscher Sprecher: Monty Arnold)
- Dipsy [ˈdɪpsɪ]: männlich, grün, gerade Antenne, schwarz-weiß gefleckter Hut (von 1997-2001 gespielt von dem Kabarettisten John Simmit, seit 2015 von dem Schauspieler Nick Chee Ping Kellington; deutscher Sprecher: Alexander Draeger)
- Laa-Laa [ˈlaːlaː]: weiblich, gelb, geringelte Antenne, orangefarbener Ball (von 1997-2001 gespielt von der Tänzerin Nikky Smedley, seit 2015 von der Schauspielerin Rebecca Hyland; deutsche Sprecherin: Tanja Dohse)
- Po [pəʊ]: weiblich, rot, runde Antenne, roter Roller (sie nennt ihn Loller) (von 1997-2001 gespielt von Schauspielerin Pui Fan Lee, seit 2015 von der Schauspielerin Rachelle Beinart; deutsche Sprecherin: Kristina von Weltzien)

In der Neuauflage sind acht Tiddlytubbies [ˈtɪdlɪˌtʌbiːz], die das Alter von Babys haben, Teil der Serie. Sie heißen Daa-Daa, Umpie Pumpie, Ba, Ping, Mimi, RuRu, Nin und Duggle Dee.

## Kritik
Nach Ansicht einiger Kritiker stören die Teletubbies die Sprachentwicklung von Kleinkindern, da sie eine sehr kindliche Sprache verwenden. Zur Begrüßung wird „Ah-Oh“ und zur Verabschiedung „Winke-Winke“ gesprochen und viele Sätze sind sehr einfach aufgebaut. Manche Eltern und Pädagogen sind deshalb nicht vom Konzept der Sendung überzeugt. Eine Studie der Wake Forest University, welche aufzeigt, dass Kleinkinder durch die Teletubbies kaum neue Wörter lernen, stützt diese Kritik.
Andere Studien hingegen kommen zu dem Ergebnis, dass die Sendung sich positiv auf die Entwicklung von Kleinkindern auswirkt, ein negativer Einfluss wird bestritten. Nach einer Studie des Internationalen Zentralinstituts für das Jugend- und Bildungsfernsehen (IZI) geht die Sendung speziell auf die Wahrnehmungsvorlieben von Kindern dieser Altersgruppe ein und spricht diese immer wieder neu und auf verschiedene Weise an. Ständige Wiederholungen würden Kleinkindern helfen, Inhalte besser zu begreifen und Informationen zu verarbeiten. Außerdem spreche sie die Sendung ästhetisch an, rege zum Mitmachen und Mitdenken an und bereite den Kleinkindern viel Freude. Schließlich hätten Untersuchungen gezeigt, dass Kleinkinder die Sprache der Teletubbies nicht mit ihrer eigenen durcheinanderbrächten. Vielmehr habe die verwendete „Babysprache“ den Vorteil, dass es die Sprachform der Zielgruppe sei, die sie verstünde. Die verbreitete negative Kritik gegenüber der Sendung sei eine Folge des für Erwachsene äußerst ungewohnten Formats. Ungeachtet dessen wird empfohlen, dass Kleinkinder die Sendung nur zusammen mit Erwachsenen ansehen.
Im Februar 1999 erschien im National Liberty Journal des fundamentalistischen, baptistischen US-amerikanischen Fernsehpredigers Jerry Falwell der Artikel Tinky Winky Comes Out of the Closet, welcher Eltern vor einer vermeintlichen homosexuellen Agenda der Teletubbies warnte. Tinky-Winky sei schwul, denn er ist purple (violett) – die Gay-Pride-Farbe (in den USA ist lavendelfarben eine althergebrachte homosexuelle Symbolfarbe), seine Antenne wird mit dem Rosa Winkel in Verbindung gebracht, den Homosexuelle in nationalsozialistischen Konzentrationslagern tragen mussten und der daher später ebenfalls zu einem Gay-Pride-Symbol wurde, und er trägt eine (magische) Handtasche. Im Artikel heißt es, die „subtile Darstellung“ schwuler Sexualität sei Absicht und der Autor kommt zu dem Schluss: „As a Christian I feel that role modelling the gay lifestyle is damaging to the moral lives of children.“ (deutsch: „Als Christ fühle ich, dass das Vorbild des homosexuellen Lebensstils schädlich für das moralische Leben von Kindern ist.“) Aus demselben Grund wurde im Mai 2007 im stark vom Katholizismus geprägten Polen überlegt, ob die Teletubbies aus dem Programm genommen werden sollen. Die Initiative ging von der polnischen Ombudsfrau für Kinder – Ewa Sowińska, Abgeordnete der Liga Polnischer Familien – aus. Kurz darauf wurde aber entschieden, dass dies nicht zutreffe. Im Mai 2012 äußerte sich Nikky Smedley: „I think it’s embarrassing for the people who said it. What kind of person can take the obvious innocence and turn it into something else? We were hardly sexual beings.“ (deutsch: „Ich denke, es [die Behauptung] ist peinlich für jene Leute, die es gesagt haben. Was für ein Mensch kann das offensichtlich Unschuldige nehmen und es in etwas anderes verwandeln? Wir waren wohl kaum sexuelle Wesen.“)

## Diskografie

### Alben
- 1998: The Album (UK, US)
- 1998: Het Album – De Originele Nederlandstalige Versie (Benelux)
- 1999: Sing und tanz mit uns (Europa)

### Singles
- 1997: Teletubbies Say „Eh-Oh!“

## Sonstiges
- Im Gegensatz zu den anderen Teletubbies hat Dipsy eine andere Aussprache. Dipsy sagt „Ha-Ho“, wohingegen die anderen Teletubbies „Ah Oh“ sagen.
- Die Titelmelodie der Teletubbies wurde vom BBC Philharmonic eingespielt.
- Am Anfang sagt ein Erzähler (deutscher Sprecher und Interpret des Titellieds: Fabian Harloff) „Hinter den Hügeln und keinem bekannt, hier liegt das Teletubby-Land“ und am Schluss „Die Sonne wird bald untergehen, die Teletubbies sagen auf Wiedersehen.“ Dann verabschiedet er jedes Teletubby nacheinander mit den Worten: „Winke, winke (Name des Teletubbys).“ In der neuen Fassung lautet der Eingangssatz: „Hinter den Hügeln und jedem bekannt …“, da die Teletubbies im Laufe der Jahre weltweite Bekanntheit erreicht hätten.[13]
- Zeitweise ist die Serie vom KiKA auf Englisch ausgestrahlt worden.
- Die deutsche Popsängerin Nena war in einigen Kurzfilmen  der Teletubbies zu sehen.
- Der Teletubby, der bei der Verabschiedung zuerst wieder hochspringt, hüpft stets als erster ins Teletubby-Haus und schaut zum Schluss noch einmal winkend heraus.
- Im April 2014 erlaubte der nordkoreanische Diktator Kim Jong Un die Ausstrahlung der Teletubbies im Staatsfernsehen des Landes. Das Regime bewertete die Sendung als „unbedenklich“.[14]
- In der Neuauflage wird das Baby in der Sonne von dem 18 Monate alten Berry aus London gespielt.